# 德拉什
德拉什是奥地利克恩顿州黑马戈尔县的一个市镇。总面积36.17平方公里，总人口1373人，人口密度38.0人/平方公里（2001年）。